# حمزة أبو رزوق
حمزة أبو رزوق (مواليد 16 يونيو 1986) لاعب كرة قدم مغربي لعب مع نادي الرجاء الرياضي الذي انتقل إليه سنة 2012 بعد نهاية العقد الذي ربطه مع المغرب الفاسي الذي فاز معه بكأس الاتحاد الإفريقي وكأس العرش سنة 2011، قبل انتقاله إلى المغرب الفاسي كان يلعب مع نادي شباب المسيرة الذي لعب له 46 مقابلة في الدوري المغربي سجل خلالها 12 هدفًا.

## المنتخب المغربي
لعب أول مباراة دولية ضد منتخب السنغال في مباراة ودية في 25 مايو 2012 ، كما سجل أول أهدافه الدولية في مرمى الكوت ديفوار يوم 9 يونيو 2012 في إطار تصفيات مونديال البرازيل 2014 وحقق هدفه التعادل للمنتخب المغربي حيث كان منهزماً على أرضه 2-1 وفي الدقيقة 89 سجل بورزوق هدف برأسية مركزة على يسار الحارس الإيفواري .

## ألقابه
ملف:MAS-Logo.png المغرب الفاسي
- دوري النتيفي
  - اللقب سنة 2011
- كأس الاتحاد الأفريقي لكرة القدم
  - اللقب سنة 2011
- كأس العرش
  - اللقب : 2011
- كأس السوبر الأفريقي
  - اللقب : 2012

 منتخب المغرب لكرة القدم للمحليين
- كأس العرب لكرة القدم
  - اللقب سنة 2012

## روابط خارجية
- حمزة أبو رزوق على موقع قاعدة بيانات كرة القدم.إي يو (الإنجليزية)
- حمزة أبو رزوق على موقع ناشيونال فوتبول تيمز (الإنجليزية)
- حمزة أبو رزوق على موقع كووورة

- معلومات حول اللاعب
- العدد رقم 2612 من جريدة المنتخب المغربية